# Benedetti
Benedetti, splitska plemićka obitelj podrijetlom iz Bergama, koja se u Splitu prvi put spominje 1459. godine. Isprva su članovi obitelji bili trgovci koji su već početkom 16. stoljeća po zemljišnom posjedu pripadali među najbogatije splitske obitelji. Godine 1671. bili su primljeni među plemiće grada Splita.